# Anàlisi d'humitat
Les anàlisis d'humitat cobreixen una gran varietat de mètodes per a mesurar el contingut d'humitat tant en alts nivells com en quantitats traces en els sòlids, líquids o gasos. La humitat en quantitats percentuals es monitora com una especificació en la producció comercial d'aliments. Hi ha moltes aplicacions on la mesura de les traces d'humitat és necessària. Les traces d'humitat en els sòlids ha de ser controlada en els plàstics, els productes faramacèutics i els processos per tractament de calor. El mesurament en líquids i gasos inclouen l'aire sec, el processament d'hidrocarbonis, gasos semiconductors purs, gasos purs de massa, gasos dielèctrics (com els dels transformadors i plantes energètiques) i el transport en gasoductes del gas natural.

## Pèrdua de pes en l'assecat
El mètode clàssic de laboratori en els sòlids és mesurar-ne la pèrdua de pes (en anglès: Loss on drying (LOD)) després d'assecar-lo en una estufa de laboratori. Si el contingut volàtil d'un sòlid és principalment aigua aquest mètode dona una bonamesura del seu contingut d'humitat. Actualment aquest procés ha incrementat la seva rapidesa gràcies a l'automatització i es pot obtenir també una corba d'assecat.

## Titulació de Karl Fischer
És un sistema molt acurat, la titulació de Karl Fischer va ser desenvolupada l'any 1935. Aquest mètode només detecta l'aigua contràriament a la pèrdua de pes en l'assecat el qual detecta totes les substàncies volàtils

## Tècniques usades en el gas natural
El gas natural pot tenir alts nivells de contaminants líquids i sòlids a més de substàncies corrosives.

Les tècniques emprades són:
- Tubs indicadors de color
- Miralls refredats
- Tècniques electrolítiques
- Sorbció piezoelèctrica també conguda com Microequilibri de cristall-quars (Quartz Crystal Microbalance)
- Òxids d'alumini i de silici
- Espectroscòpia